# رايموند أو. بودوان
رايموند أو. بودوان (بالإنجليزية: Raymond O. Beaudoin)‏ هو عسكري أمريكي، ولد في 15 يوليو 1918 في هوليوك في الولايات المتحدة، وتوفي في 6 أبريل 1945 في هاملن في ألمانيا.